# The Baddest (K/DA)
The Baddest (stilizzato come THE BADDEST) è un singolo del gruppo musicale virtuale K/DA pubblicato il 27 agosto 2020 come primo estratto dall'EP All Out. Tale singolo è stato pubblicato sotto l'etichetta discografica Riot Games e Stone Music.

## Video musicale
Il 27 agosto, in concomitanza con l'uscita del singolo è stato pubblicato un lyric video per il brano. Tale video, in una decina di minuti, ha superato le 500.000 visualizzazioni.

## Tracce
Testi di Riot Music Team, Rebecca Johnson, Sebastien Najand.
1. (G)I-dle, Bea Miller, Wolftyla come K/DA – The Baddest – 2:42

## Formazione
- (G)I-dle – voce
- Bea Miller – voce
- Wolftyla – voce
- Riot Music Team – produzione, ingegneria del suono, missaggio, mastering
- Sebastien Najand – produzione
- Bekuh Boom – cori
- Lydia Paek – traduzione Coreana
- Minji Kim – traduzione Coreana
- Oscar Free – traduzione Coreana

## Date di pubblicazione
| Paese         | Data di pubblicazione | Formato                      | Etichetta  | Note  |
| ------------- | --------------------- | ---------------------------- | ---------- | ----- |
| Mondo         | 27 agosto 2020        | Download digitale, streaming | Riot Games | [ 4 ] |
| Corea del Sud | 29 agosto 2020        | Download digitale, streaming | Riot Games | [ 5 ] |